# 理查德·普鲁姆
理查德·普鲁姆（英語：Richard Prum，1961年—），美国鸟类学學家、生态学家及进化生物学學家，耶鲁大学皮博迪自然史博物馆脊椎动物学馆馆长。研究涉及发育生物学、古生物学、系统发生学及性选择等内容。於1998年提出羽毛演化理论，於2009年获得麦克阿瑟奖。

## 生平

### 童年
理查德·普鲁姆在美国佛蒙特州南部乡下长大，善于分辨鸟鸣声。经常和当地园艺俱乐部的成员一起去观鸟。小时候是个不修边幅的书呆子，会背诵关于吃东西的吉尼斯世界纪录。

### 中学
四年级的时候，开始戴眼镜；在美国佛蒙特州曼彻斯特镇的约翰尼苹果核书店里，看到了《彼得森野外鸟类观察指南》。过生日的时候，母亲送给他一本鸟类指南。
1974年11月17日，七年级的理查德·普鲁姆第一次到海上观察鸟类。
整个高中阶段，普鲁姆都以为自己会成为一名公园护林员。

### 大学
在哈佛大学念大一时，上过雷·佩恩特（Ray Paynter）的研讨课——《南美洲鸟类生物地理学》后，开始关注生态学，大二那年，注意力转向演化生物学。

### 毕业后
20世纪80年代，普鲁姆从哈佛毕业后，先在苏里南工作了6个月，然后开始到南美洲的其它地方研究侏儒鸟的求偶炫耀行为，随后在密歇根大学读研究生。上世纪90年代到堪萨斯大学教书，花费了大量的时间进行野外工作。在堪萨斯大学期间，普鲁姆一只耳朵因病毒感染突发性耳聋，另一耳朵又得了梅尼埃病，造成耳蜗内积水，耳蜗毛细胞逐步被损坏。到上世纪90年代末，实际上已双耳失聪，听不见振动频率超过2,000赫兹的声音。失去听力让普鲁姆再也无法去野外观察和研究鸟类，于是他选择研究鸟类颜色，改变了学界对 “羽毛究竟起何种作用”及“交配仪式如何推动鸟类演化”等基础问题的理解。

## 主要成就
1998年，理查德·普鲁姆提出羽毛演化理论
2000年，中国辽宁省出土一块伶盗龙化石，其中恐龙的身体和前肢都包裹着羽毛印痕。理查德·普鲁姆和中国科学院古脊椎动物与古人类研究所合作，证实了这种伶盗龙全身长满现代结构的羽毛，并证实了恐龙演化出羽毛要早于飞行的出现，也早于鸟类的起源。2001年，将这项成果发表在《自然》杂志。

## 奖项
- 2007年 - 2008年 古根海姆奖
- 2009年 麦克阿瑟奖
- 2018年 普立茲非小說獎
- 2021年 刘易斯·托马斯奖